# Stasera niente di nuovo (film)
Stasera niente di nuovo è un film del 1942 diretto da Mario Mattoli.
Si tratta del quarto ed ultimo film della serie I film che parlano al vostro cuore, tutti diretti da Mattoli.

## Trama
Una giovane ragazza di vita, Maria, una sera viene presa in una retata della polizia e viene portata al commissariato, dove incontra un giornalista di cronaca cittadina, Cesare Manti, che riconosce in lei la persona che, tempo prima a Istanbul, gli aveva salvato la vita, per poi scomparire senza che il cronista avesse avuto notizie sulla sua identità.
Il giornalista cerca di aiutare Maria a cambiar vita, ma senza alcun successo.
La ragazza riprende a frequentare la strada, sino a quando, colpita da una grave malattia, cerca Cesare, rivelandogli di aver fatto credere ai genitori di essere sposata.
Il giornalista, commosso, sposa la ragazza e la porta a casa, poi chiama i genitori di lei, quando Maria è ormai in fin di vita.

## Produzione
Il film venne girato presso gli stabilimenti del S.A.F.A. Palatino a Roma.

## Colonna sonora
La canzone cantata da Alida Valli nel film, Ma l'amore no (di Galdieri - D'Anzi), venne incisa alcuni mesi dopo l'uscita del film da Lina Termini (ed in seguito anche da altri celebri cantanti italiani di quel periodo), divenendo ben presto uno dei leitmotiv musicali italiani degli anni quaranta.

## Distribuzione
Il film fu distribuito nelle sale cinematografiche italiane a partire dal 23 dicembre del 1942.

## Accoglienza

### Critica
(Anonimo, Corriere della Sera, 25 dicembre 1942)

## Opere correlate
Nel 1955 lo stesso regista girò un rifacimento del film intitolato L'ultimo amante (che fu la sua ultima pellicola a carattere drammatico), con protagonisti May Britt ed Amedeo Nazzari.